# MÁV 10 sorozat
A MÁV 10 sorozat egy magyar A1 tengelyelrendezésű szertartályos gőzmozdony sorozat volt. A MÁV Északi Főműhely építette 1908-ban.

## Története
Az elsősorban a mozdonyok javításával foglalkozó MÁV Északi Főműhely 1908-ban megépítette két darab kéttengelyes kismozdonyát. A MÁV az átvétel után az akkor érvényes számozási rendszerében az MI osztályt, és a 100001-10002 pályaszámokat adta a járműveknek, majd azokat Csap, illetve Békéscsaba fűtőházaknál üzembe helyezte. 
A mozdonyok a Monarchiában ekkor kötelező módon hadijelet is kaptak, mely a típus esetén  {\displaystyle {\tfrac {\overline {\left|\mathrm {I\ 125} \right|}}{\mathrm {D} _{2}}}}  volt.
A rövid időn belül bevezetett 1911-es átszámozások során a két mozdony megkapta az új 10-es sorozatot és azon belül a 001 és 002-es pályaszámot. Az első világháborút itthon vészelték át, és felváltva Debrecenben, Püspökladányban, Hatvanban, illetve Békéscsabán szolgáltak elsősorban könnyű személyvonati fordában.
A második világháború és azt követő mozdonyhiány rövid időre Budapestre vetette a két kis mozdonyt. Mindkettő erősen lefosztott állapotban előbb a Keletiben, Rákoson, majd Békéscsabán várta sorsa jobbra fordulását. Végül kis teljesítményük, korszerűtlen jellegük miatt a felújítás helyett 1952-ben leselejtezték.

## Műszaki leírás

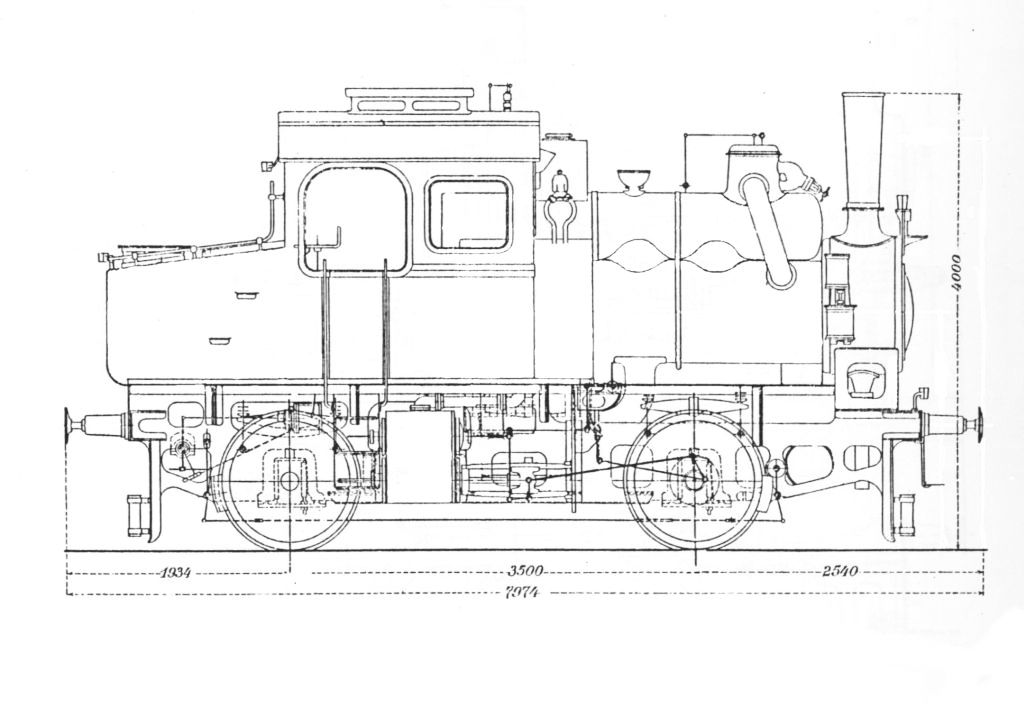
A gőzmozdony jellegrajza.

A megépített jármű egy A1 tengelyelrendezésű, azaz egy hajtott- és egy futótengellyel rendelkező normálnyomközű szertartányos mozdony volt. A 2070 mm magasan elhelyezett Brotán rendszerű kazán 0,86 m² rostélyfelülettel és 33,15 m² összes fűtőfelülettel 16 atm. maximális gőznyomást tudott előállítani. A Clench-féle gőzszárítóval javított nedves gőz az ú.n. kompaund gépezetet táplálta, melynek vezérlését Heusinger vezérművel oldották meg. Az egyik gőzhenger belső átmérője 235 mm, a másiké 360 mm volt. A gépezet a mozdony első kerekeit hajtotta, amelyek külső átmérője újszerű állapotban a hátsó kerekekkel azonosan 1180 mm volt. Mivel a kis mozdonyt személyvonati szolgálatra tervezték, ezért azt ellátták olyan – akkoriban extrának is nevezhető dolgokkal – mint légfék, gőzfűtési berendezés és Haushalter-féle sebességmérő óra. Szolgálatkész állapotban 2 m³ vizet és 1 tonna szenet vihetett magával, így kiszerelve a legnagyobb tengelynyomása 12 tonnát mutatott. Egyszerű felépítése ellenére nem vált be a típus, ugyanakkor a Főműhely mozdonyépítési törekvéseit nem szabad figyelmen kívül hagyni.